# Oncidium
Die Gattung Oncidium aus der Familie der Orchideen (Orchidaceae) enthält zahlreiche, in der Neotropis beheimatete Arten. Je nach Konzept werden etwa 336 bis 800 Arten unterschieden. Die Pflanzen wachsen meist epiphytisch, d. h. als Aufsitzer auf anderen Pflanzen, meist Bäumen.

## Beschreibung
Die Oncidium-Arten wachsen sympodial: An einem Rhizom stehen Sprosse mit jeweils begrenztem Wachstum. Die Sprossachse ist zu Pseudobulben verdickt. Diese sind grün, oval und häufig seitlich zusammengedrückt. Unterhalb der Pseudobulben stehen Niederblätter, deren oberste laubblattartig ausgebildet sind. An der Spitze der Pseudobulben stehen ein bis zwei, selten drei Laubblätter. Sie sind lanzettlich bis linealisch geformt und in der Knospe längs der Mittelrippe gefaltet. Jungpflanzen besitzen keine Pseudobulben und unifaziale Blätter, erst später entwickeln sich die verdickte Sprossachse und bifaziale Blätter. Der Blütenschaft ist meist verzweigt und vielblütig und kann sehr lang werden. Er entspringt seitlich unterhalb der Pseudobulbe. Die resupinierten Blüten sind meist gelb oder braun. Die Blütenblätter sind nicht miteinander verwachsen. Die Lippe ist dreilappig und steht ungefähr senkrecht zur Säule. An der Basis der Lippe befindet sich eine deutliche Schwiele. Die Säule selbst ist kurz, an der Spitze befinden sich zwei seitliche Anhängsel. Das Staubblatt enthält zwei gefurchte Pollinien.

## Verbreitung
Verbreitungsgebiet der Gattung Oncidium sind die Tropen Amerikas von Mexiko über Westindien bis Bolivien und Paraguay. Die größte Artenvielfalt ist in höher gelegenen Wäldern zu finden.

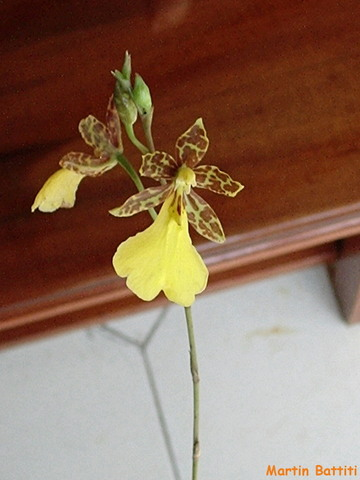
Oncidium graminifolium

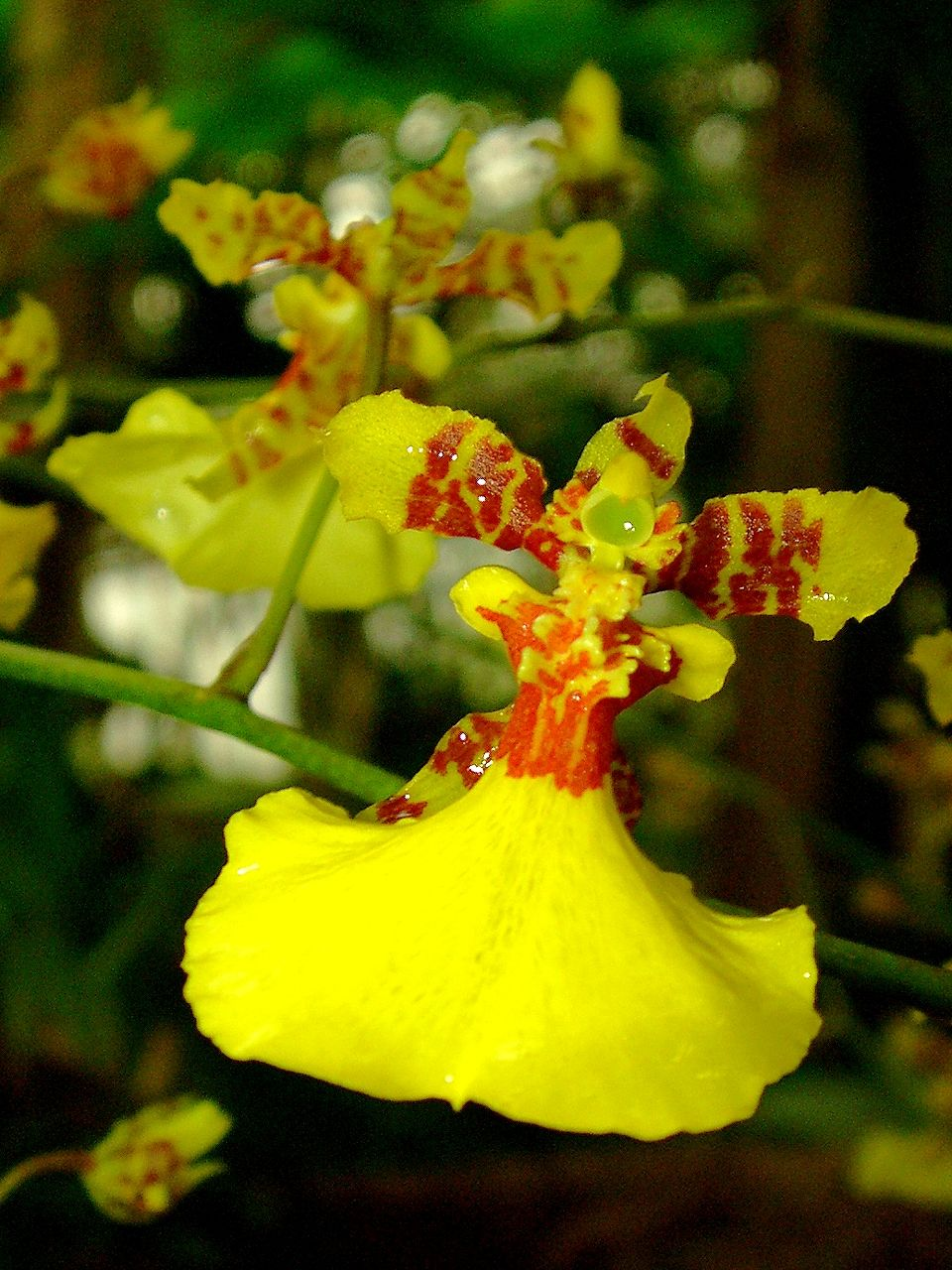
Oncidium lineoligerum

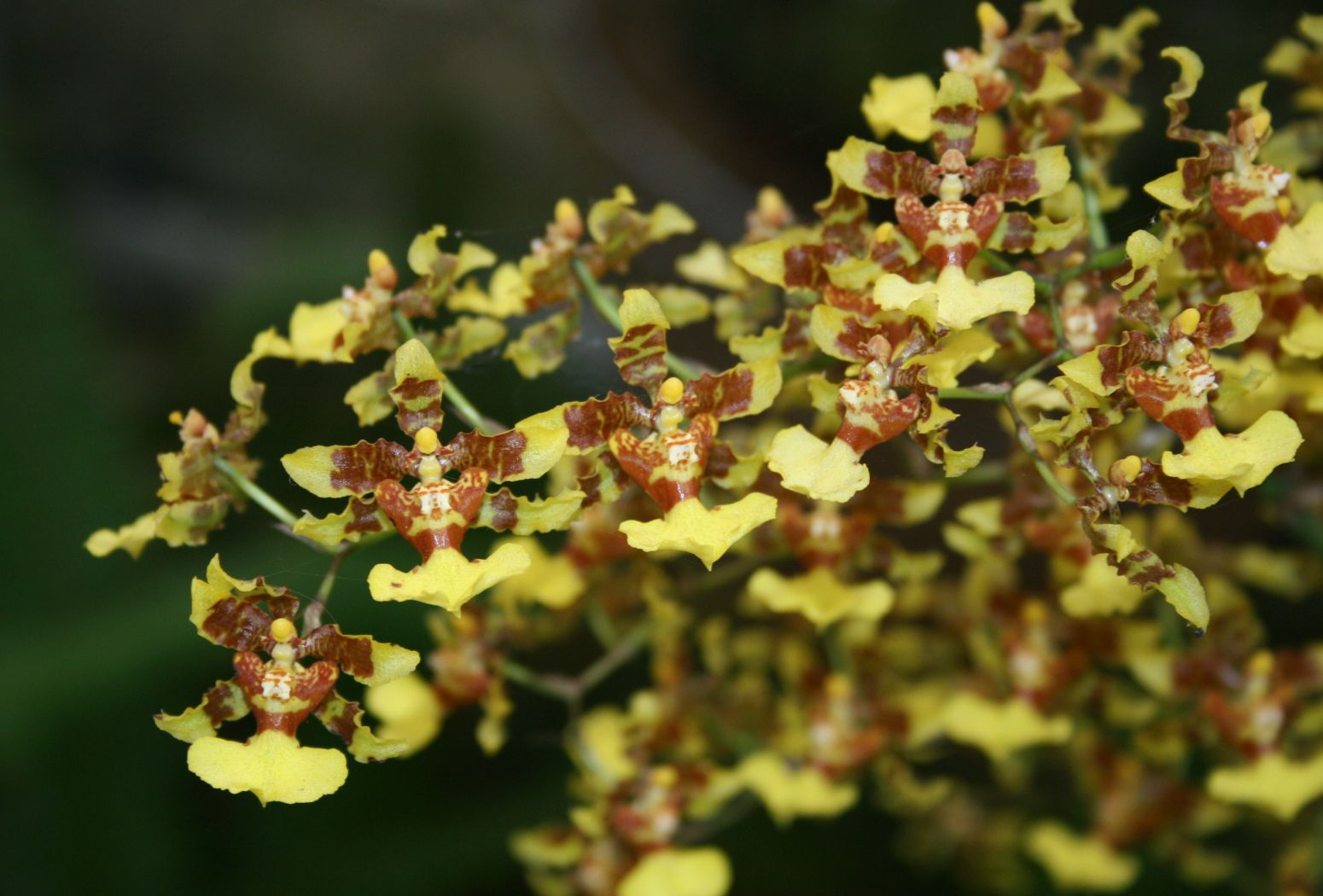
Oncidium polycladium

## Systematik und botanische Geschichte
Oncidium wurde im Jahr 1800 von Olof Peter Swartz erstmals in Kongl. Vetenskaps Academiens Nya Handlingar Band 21, Seite 239 beschrieben. Typusart war Oncidium variegatum (Sw.) Sw.  Der Name Oncidium bezieht sich auf eine wulstförmige Erhebung des Lippengrundes (griechisch onkos „Wulst, Schwiele“).
In der Folgezeit wurden sehr viele Arten unter dem Namen Oncidium beschrieben, von teilweise recht unterschiedlichem Aussehen. Insbesondere die Typusart und eine kleine Gruppe naher Verwandter erwies sich als gar nicht typisch für den Rest der Gattung. Nach den Regeln der Nomenklatur hätte der Name Oncidium bei der Typusart bleiben müssen, was die Umbenennung von hunderten Pflanzennamen bedeutet hätte. Um dies zu vermeiden, musste eine neue Typusart festgelegt werden (Oncidium altissimum (Jacq.) Sw.), die ursprüngliche Typusart Oncidium variegatum (Sw.) Sw. wurde in Tolumnia variegata (Sw.) Braem umbenannt.
Weitere ehemalige Oncidium-Arten finden sich in den Gattungen Caucaea, Rossioglossum,  Cyrtochilum, Cyrtochiloides, Otoglossum, Psychopsis, Trichocentrum und Zelenkoa. Es verbleiben immer noch hunderte Arten in der Gattung Oncidium, die durch diese Abspaltungen längst nicht monophyletisch ist. Weitere Änderungen der Gattungsgrenzen sind zu erwarten.
Mittlerweile wurde die Gattung Odontoglossum revidiert und in die Gattung Oncidium integriert.
Eine Liste der 336 anerkannten Arten (Stand 2020) findet sich bei R. Govaerts.

## Kultur
Einige Arten werden aufgrund ihrer Blüten kultiviert. Es sind zahlreiche Hybriden, auch mit nahe verwandten Gattungen, erzielt worden. Die meisten Arten erfordern einen kühlen bis temperierten, hellen Stand. Hohe Luftfeuchtigkeit, gute Frischluftzufuhr und eine Ruheperiode sind zu beachten.

## Belege
Die Informationen dieses Artikels stammen hauptsächlich aus:
- Mark W. Chase: Oncidium. In: Flora of North America Editorial Committee (Hrsg.): Flora of North America North of Mexico. Band 26. Oxford University Press, New York und Oxford, S. 648 (eFloras.org [abgerufen am 19. Oktober 2008] 1993+).
- Manfred Wolff, Olaf Gruß: Orchideenatlas. Ulmer, Stuttgart 2007, ISBN 978-3-8001-3870-8, S. 258–259.

## Weiterführendes
- Willibald Königer: Oncidium. Eine Monographie. 5 Bde., 2004+